# Episodi di Kevin Can Wait (prima stagione)
La prima stagione della serie televisiva Kevin Can Wait è trasmessa in prima visione assoluta negli Stati Uniti da CBS dal 19 settembre 2016 all'8 maggio 2017.
In Italia, la stagione è disponibile sottotitolata su Prime Video dal 3 maggio 2019, e viene trasmessa in prima TV dal 4 marzo 2024 e fino al 15 maggio dello stesso anno sia su Telecapri Sport che Telecapri ogni lunedì e mercoledì con due episodi al giorno (tranne l'episodio di Halloween, successivamente trasmessa su Canale 21 il 31 ottobre 2024 alle 9:30).
Dal 20 maggio dello stesso anno la serie trasloca su Canale 21 dove fino al 13 giugno dal lunedì al giovedì alle 9:45 vengono trasmessi degli episodi inediti (tranne l'episodio a tema natalizio, poi trasmessa il 1º dicembre successivo) in versione sottotitolata.
| n° | Titolo originale                    | Titolo italiano             | Prima TV USA      | Pubblicazione Italia (Prime Video) | Prima TV Italia  |
| -- | ----------------------------------- | --------------------------- | ----------------- | ---------------------------------- | ---------------- |
| 1  | Pilot                               | Benvenuti                   | 19 settembre 2016 | 3 maggio 2019                      | 4 marzo 2024     |
| 2  | Sleep Disorder                      | Un sonno disordinato        | 26 settembre 2016 | 3 maggio 2019                      | 4 marzo 2024     |
| 3  | Chore Weasel                        | La donnola del lavoro       | 3 ottobre 2016    | 3 maggio 2019                      | 6 marzo 2024     |
| 4  | Kevin and Donna's Book Club         | Facciamo un club del libro! | 10 ottobre 2016   | 3 maggio 2019                      | 6 marzo 2024     |
| 5  | Kevin's Good Story                  | Trovare una storia          | 17 ottobre 2016   | 3 maggio 2019                      | 13 maggio 2024   |
| 6  | Beat the Parents                    | Parenti stretti             | 24 ottobre 2016   | 3 maggio 2019                      | 13 maggio 2024   |
| 7  | Hallow-We-Ain't-Home                | Halloween evitato           | 31 ottobre 2016   | 3 maggio 2019                      | 31 ottobre 2024  |
| 8  | Who's Better than Us?               | Altro che meglio            | 7 novembre 2016   | 3 maggio 2019                      | 15 maggio 2024   |
| 9  | The Power of Positive Drinking      | Bevi adesso!                | 14 novembre 2016  | 3 maggio 2019                      | 15 maggio 2024   |
| 10 | The Fantastic Pho                   | Il ristoro ambulante        | 21 novembre 2016  | 3 maggio 2019                      | 20 maggio 2024   |
| 11 | Kevin's Bringing Supper Back        | Un concerto di Billy Joel   | 5 dicembre 2016   | 3 maggio 2019                      | 21 maggio 2024   |
| 12 | I'll Be Home for Christmas... Maybe | Natale raccontato           | 12 dicembre 2016  | 3 maggio 2019                      | 1º dicembre 2024 |
| 13 | Ring Worm                           | Malattia dall'anello        | 2 gennaio 2017    | 3 maggio 2019                      | 22 maggio 2024   |
| 14 | Kevin vs. The Dutch Elm             | L'olmo olandese             | 16 gennaio 2017   | 3 maggio 2019                      | 23 maggio 2024   |
| 15 | Choke Doubt                         | Dubbi del soffocamento      | 23 gennaio 2017   | 3 maggio 2019                      | 27 maggio 2024   |
| 16 | The Back Out                        | Ritornare indietro          | 6 febbraio 2017   | 3 maggio 2019                      | 28 maggio 2024   |
| 17 | Unholy War                          | La guerra degli empi        | 13 febbraio 2017  | 3 maggio 2019                      | 29 maggio 2024   |
| 18 | Neighborhood Watch                  | La guardia di quartiere     | 20 febbraio 2017  | 3 maggio 2019                      | 30 maggio 2024   |
| 19 | Showroom Showdown                   | Riposo degli showroom       | 13 marzo 2017     | 3 maggio 2019                      | 3 giugno 2024    |
| 20 | Double Date                         | Un doppio... appuntamento   | 20 marzo 2017     | 3 maggio 2019                      | 4 giugno 2024    |
| 21 | Kenny Can Wait                      | Arriva Kenny!               | 10 aprile 2017    | 3 maggio 2019                      | 5 giugno 2024    |
| 22 | Quiet Diet                          | Dieta per il silenzio       | 17 aprile 2017    | 3 maggio 2019                      | 6 giugno 2024    |
| 23 | Sting of Queens: Part One           | Sting of Queens I           | 1º maggio 2017    | 3 maggio 2019                      | 12 giugno 2024   |
| 24 | Sting of Queens: Part Two           | Sting of Queens II          | 8 maggio 2017     | 3 maggio 2019                      | 13 giugno 2024   |